# Pomigacze
Pomigacze – wieś w Polsce położona w województwie podlaskim, w powiecie białostockim, w gminie Turośń Kościelna.
W latach 1975–1998 miejscowość administracyjnie należała do województwa białostockiego.
Wierni kościoła rzymskokatolickiego należą do parafii Świętej Trójcy w Turośni Kościelnej.

## Części wsi

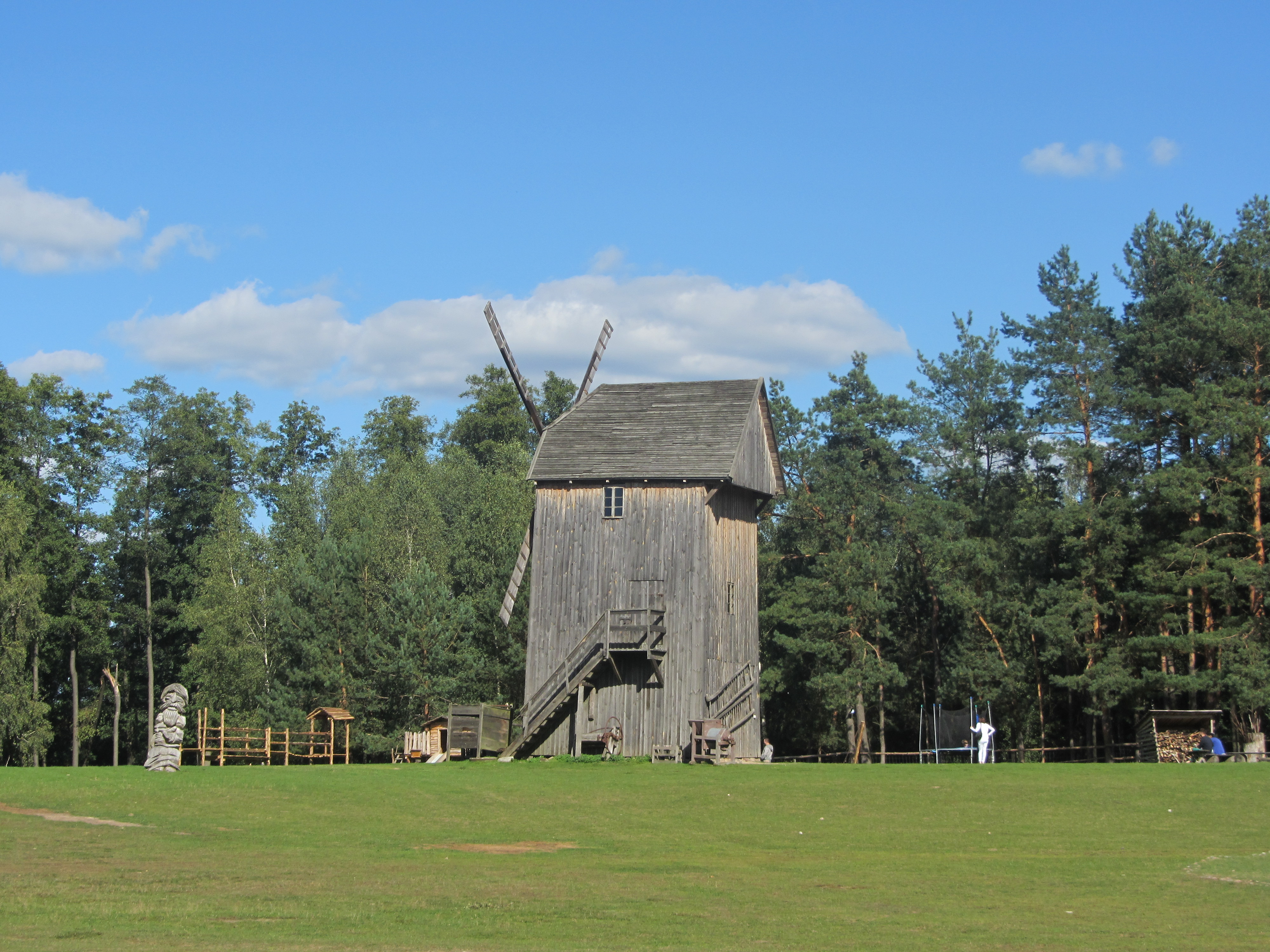
Wiatrak koźlak przeniesiony do Pomigacz ze wsi Turośń Dolna.

| SIMC    | Nazwa            | Rodzaj    |
| ------- | ---------------- | --------- |
| 0042872 | Howieny          | część wsi |
| 0042889 | Michałowe Błotko | część wsi |
| 0042895 | Rudniki          | część wsi |

## Historia
Wieś powstała przed rokiem 1500. Należała do dóbr królewskich. Wchodziła w skład włości zamku suraskiego, ekonomii grodzieńskiej.
W 1577 wieś miała 42 włók ziemi, jedną karczmę i trzech kowali. W 1880 zbudowano wiatrak, drugi w 1908. Ruiny ich istniały do roku 1980.
Na małym wzgórzu za wsią znajduje się tablica z napisem: "Upamiętnione miejsce pamięci naszych przodków zmarłych przed 1515 w Pomyhaczach. 1994". Fundatorem tablicy i autorem tekstu był Michał Więcko.
Dawne nazwy: Pomygacze, Pomigacze, Pomiacze, Pomyhacze.